# Московская школа автостопа
Московская школа автостопа (МША) — клуб любителей самостоятельных путешествий. Его члены совершают путешествия по всему миру, от Антарктиды до Чукотки.
Создан в 1994 году Валерием Шаниным как место обмена информацией, насчитывает тысячи сторонников на территории бывшего СССР и за рубежом.
В первые годы еженедельные встречи проходили в МГУ, позже были перенесены на квартиру. С 2004 года, желая ограничить поток желающих, не помещающихся в квартиру, ввели платный вход.
Собранная информация публикуется в сборниках рассказов («Школа Автостопа», «Уроки автостопа») серии «Мир без границ», в книгах («Как путешествовать Вокруг Света», «Вокруг света за 280$», «Хитч-хайкинг: автостопом по США и Европе») и путеводителях, издаваемых как за свой счёт, так и в крупных московских издательствах («Вокруг света», «Полиглот», «Эксмо»), также выкладывается на сайте клуба в виде рассказов, фотографий, писем из дороги и  кругосветных путешествий.